# Timur Bekmambetov

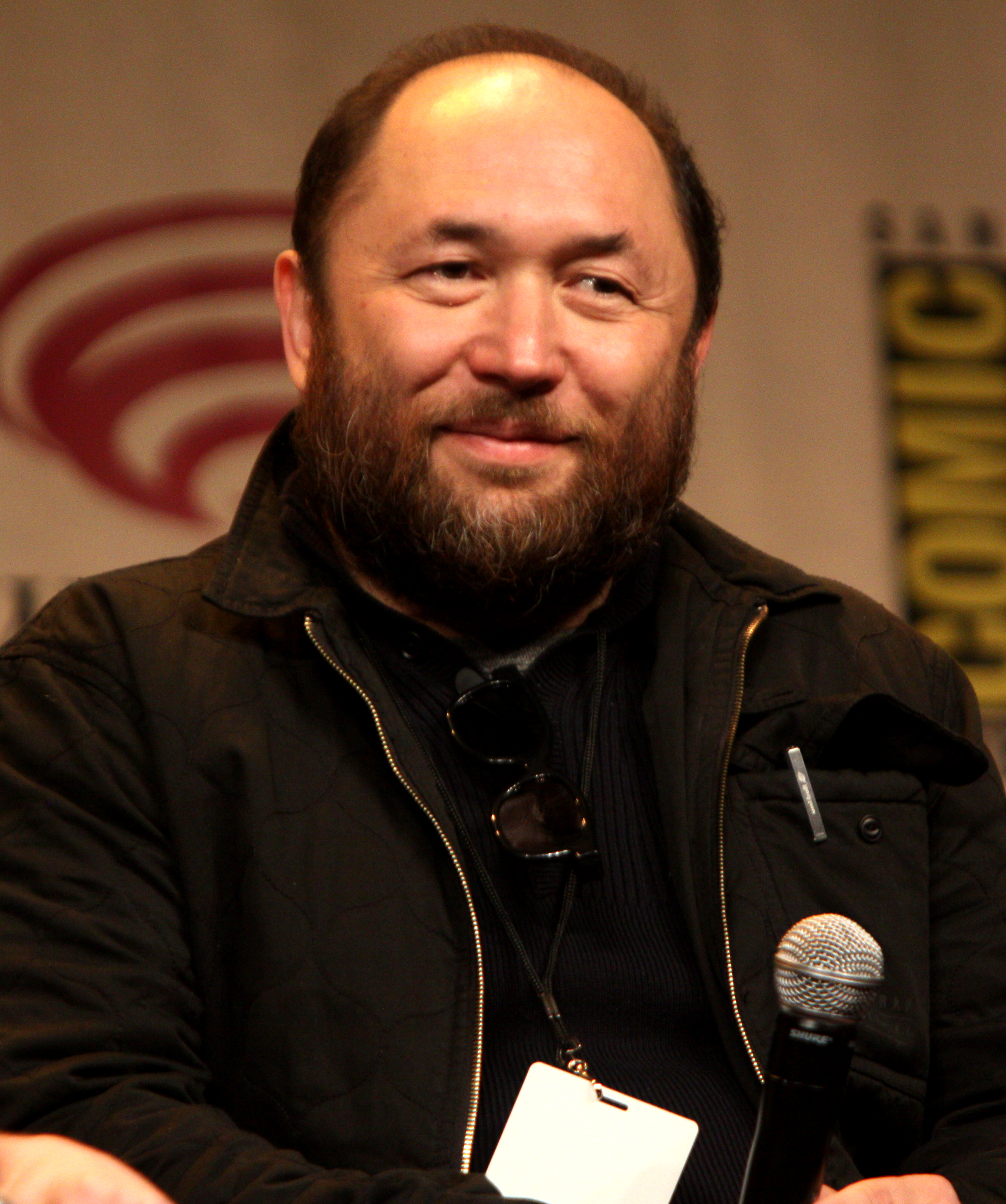
Timur Bekmambetov em 2012.

Timur Bekmambetov (25 de Junho de 1961, Atyrau, Cazaquistão) é um diretor de cinema. Conhecido internacionalmente por seu filme atual Wanted lançado em 2008.

## Fatos biográficos
Timur Bekmambetov já havia revolucionado o mundo cinematográfico dos efeitos especiais com "Night Watch", um blockbuster russo de fantasia que colocava frente-a-frente as forças do bem contra as teias do mal. Filme de maior sucesso na história da Rússia. Agora produziu seu primeiro filme americano Wanted.

## Filmografia
Como diretor
- Night Watch - 2004
- Day Watch - 2006
- Red Star
- Wanted - 2008
- Six Degrees of Celebration - 2010
- Abraham Lincoln: Vampire Hunter - 2012
- Ben-Hur - 2016